# Кери Тифани
Кери Тифани (енгл. Carrie Tiffany, Халифакс, Уједињено Краљевство, 1965), је аустралијски романописац енглеског порекла и бивши чувар парка.

## Биографија
Тифани је рођена у Халифаксу у Западном Јоркширу и мигрирала је у Аустралију са породицом почетком 1970-их. Одрасла је у Перту Западна Аустралија. У својим раним двадесетим радила је као чувар парка у Централној Аустралији.
Преселила се у Викторију да ради као чувар шума у Централној висоравни, а касније је почела да ради као писац, фокусирајући се углавном на одрживу пољопривреду и животну средину.  Тифани је постала уредница Victorian Landcare Magazine 1996. године. Тифани је почела да пише белетристику и стекла мастер диплому из креативног писања на Royal Melbourne Institute of Technology и докторат на Универзитету Деакин.  Тифани је ментор писцима кроз програм Аустралиан Вритер Менторс  и предавала је писање на многим институцијама укључујући Royal Melbourne Institute of Technology, Универзитет у Мелбурну, Writers Victoria и Банф центар за уметност и креативност. 
Она предаје онлајн писање програма романа на Фабер Вритинг Ацадеми. 
Тифанијев дебитантски роман, Everyman's Rules for Scientific Living (Свачија правила за научни живот) постигао је изузетан успех по објављивању 2005. године, освојивши неколико награда и ушао у ужи избор за неке велике награде, укључујући награду Мајлс Френклин и Женску награду за белетристику.
Њен други роман, Mateship with Birds (Дружење са птицама) објављен је 2012. и освојио је прву награду Стела. Њен трећи роман, Exploded View (Детаљан приказ), објављен је 2019. године и добио је похвале критике.   Њен пројекат звучне уметности у заједници Милдура који је регенерисао песму Џона Шоа Нилсона из 1905. године "The Loving Tree" представљен на ABC Radio National  2017. 
Тифани је била члан конкурсне комисије 2008. која је обезбедила Мелбурн за други Унескоов град књижевности.  Године 2023. служила је као амбасадор права на дигитално позајмљивање током успешне кампање Аустралијског друштва аутора да би савезна влада признала приход који аустралијски аутори губе позајмљивањем и другим бесплатним коришћењем својих е-књига у јавним позајмним библиотекама. 

## Награде и номинације
- Everyman's Rules for Scientific Living (Свачија правила за научни живот)

- 2003. освојио је књижевну награду Викторијанске премијере за необјављени рукопис
- 2005. освојио је награду за књигу премијера Западне Аустралије за фикцију
- 2006. у ужем избору за Guardian First Book Award
- 2006. у ужем избору за награду Мајлс Френклин
- 2007. Добитник Dobbie Encouragement Award
- 2006. у ужем избору за књижевну награду Викторијанске премијерке Венс Палмер за фикцију 

- Mateship with Birds (Дружење са птицама)

- 2012. у ужем избору за књижевну награду Викторијанске премијере
- 2012. у ужем избору за награду Мелбурн за најбоље књижевно писање
- 2013. освојио је прву награду Стела
- 2013. у ужем избору за награду Мајлс Френклин
- 2013. освојио је награду Christina Stead за фикцију на књижевним наградама премијера Новог Јужног Велса
- 2013. у ужем избору за Женску награду за белетристику

- Exploded View (Детаљан приказ)

- 2007. ушао у ужи избор за Женску награду за белетристику 
- 2019. освојио је награду за књижевну књигу Универзитета у Квинсленду 
- 2020. у ужем избору за награду Мајлс Френклин 
- 2020. у ужем избору за АЛС златну медаљу 
- 2020. у ужем избору за Вос књижевну награду 